# Blekstrupig myrfågel
Blekstrupig myrfågel (Isleria hauxwelli) är en fågel i familjen myrfåglar inom ordningen tättingar.

## Utseende och läte
Blekstrupig myrfågel är en liten och kortstjärtad myrfågel. Hanen är jämngrå med vita fläckar på vingar och stjärt. Honan är brun ovan och rostbeige under, med ving- och stjärtfläckarna beigefärgade. Lätet består av en något accelererande serie med stigande raspiga visslingar, avgivna med ungefär en ton i sekunden.

## Utbredning och systematik
Blekstrupig myrfågel delas in i tre underarter:
- Isleria hauxwelli suffusa – förekommer från sydöstra Colombia till nordöstra Peru och nordvästligaste Amazonområdet i Brasilien
- Isleria hauxwelli hauxwelli – förekommer i östra Peru (Huallagaflodens avrinningsområde), södra Amazonområdet i Brasilien samt i norra Bolivia
- Isleria hauxwelli hellmayri – förekommer i nordöstra Brasilien (öster om Xingufloden, östra Pará och västra Maranhão)

## Status och hot
Arten har ett stort utbredningsområde, men tros minska i antal, dock inte tillräckligt kraftigt för att den ska betraktas som hotad. Internationella naturvårdsunionen IUCN listar arten som livskraftig (LC).